# 分水站

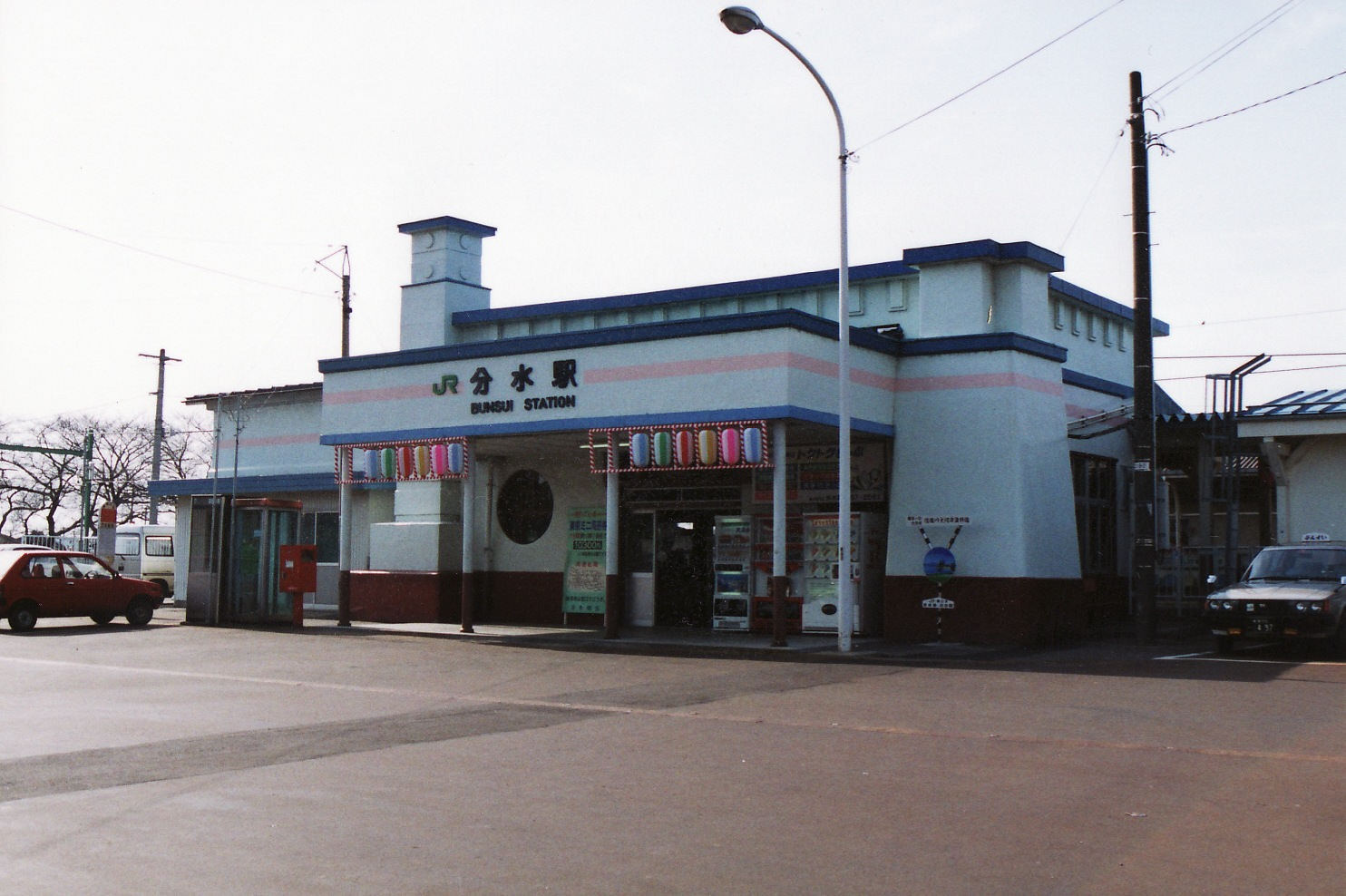
舊車站大樓（1995年4月）

分水站（日语：／ Bunsui eki */?）是位於新潟縣燕市分水櫻町一丁目1番20號，東日本旅客鐵道（JR東日本）的越後線車站。

## 歷史
- 1912年（大正元年）12月28日：越後鐵道吉田站至此站開業，此站啟用。當時車站位於現時燕市良寛史料館位置，車站名稱為地藏堂站（日语：／）[2]。「地藏堂」是取自當時的町名。
- 1913年（大正2年）4月20日：越後鐵道此站至出雲崎站之間開通，車站遷移至現地[3]。
- 1927年（昭和2年）10月1日：越後鉄道被國有化，柏崎至白山之間全線隸屬國鐵越後線（後來白山至新潟也編入至越後線）。
- 1976年（昭和51年）9月1日：結束貨物起卸業務。
- 1983年（昭和58年）4月1日：車站改名為分水站[1]。「分水」是取自當時的町名。
- 1987年（昭和62年）4月1日：伴隨國鐵分割民營化，車站由東日本旅客鐵道（JR東日本）營運。
- 2000年（平成12年）3月10日：車站大樓翻新[1]。

## 車站構造
車站是一座地面車站，設有2面2線的相對式月台。各月台之間設有行人隧道連接。
此站是由燕三條站管理的業務委託車站，委托JR新潟Business負責車站業務。車站大樓內設有綠色窗口（營業時間:7:10～17:10，中途設有休息時段）、1座輕觸式自動售票機、候車室和廁所。另外，一人控制列車會開啟所有車門。
前車站大樓外觀比較獨特，模仿了大河津分水路的水壩。該大樓隨著老化而拆卸，在2000年車站大樓進行翻新。
近年，由於班次減少，有許多車站都撒走交會設備，現時2號月台作為臨時月台。當強風從日本海吹向大河津分水路，使列車通過信濃川分水橋時會發生危險，此站至寺泊站之間會不能通行（主要發生在冬季）。
在2號月台處種植了櫻花。燕市分水觀光協會在毎年4月中旬櫻花盛開時期，於月台上的櫻花樹會裝上燈飾。JR東日本新潟分支在2013年（平成25年）起於開花時期開設臨時快速列車「分水夜櫻」，該列車使用「閃亮上越」的車輛。該列車在此站折返，約1小時車程內觀賞夜櫻。

### 月台
| 月台 | 路線    | 上下行                     | 方向                       |
| ---- | ------- | -------------------------- | -------------------------- |
| 1    | ■越後線 | 下行                       | 吉田、新潟方向             |
| 1    | ■越後線 | 上行                       | 柏崎方向                   |
| 2    | ■越後線 | （定期列車不會使用該月台） | （定期列車不會使用該月台） |

## 利用狀況
根據「JR東日本」的資料，在2019年度（令和元年度）1日平均乘車人次為453人。
以下為近年乘車人次變化列表：
| 乘車人次變化       | 乘車人次變化     | 乘車人次變化    |
| 年度               | 1日平均 乘車人次 | 參考資料        |
| ------------------ | ---------------- | --------------- |
| 2000年（平成12年） | 736              | [ 利用客数 2 ]  |
| 2001年（平成13年） | 719              | [ 利用客数 3 ]  |
| 2002年（平成14年） | 707              | [ 利用客数 4 ]  |
| 2003年（平成15年） | 703              | [ 利用客数 5 ]  |
| 2004年（平成16年） | 654              | [ 利用客数 6 ]  |
| 2005年（平成17年） | 639              | [ 利用客数 7 ]  |
| 2006年（平成18年） | 625              | [ 利用客数 8 ]  |
| 2007年（平成19年） | 611              | [ 利用客数 9 ]  |
| 2008年（平成20年） | 617              | [ 利用客数 10 ] |
| 2009年（平成21年） | 587              | [ 利用客数 11 ] |
| 2010年（平成22年） | 610              | [ 利用客数 12 ] |
| 2011年（平成23年） | 627              | [ 利用客数 13 ] |
| 2012年（平成24年） | 628              | [ 利用客数 14 ] |
| 2013年（平成25年） | 640              | [ 利用客数 15 ] |
| 2014年（平成26年） | 546              | [ 利用客数 16 ] |
| 2015年（平成27年） | 552              | [ 利用客数 17 ] |
| 2016年（平成28年） | 522              | [ 利用客数 18 ] |
| 2017年（平成29年） | 496              | [ 利用客数 19 ] |
| 2018年（平成30年） | 465              | [ 利用客数 20 ] |
| 2019年（令和元年） | 453              | [ 利用客数 1 ]  |

## 車站周邊
- 4・9之市（地藏堂朝市）[5]
- 地藏堂本町通良寛歌碑群[6]
- 燕市分水良寛史料館
- 燕、彌彥綜合事務組合分水消防署
- 分水郵局[1]
- 第四銀行（日语：第四銀行）分水分店
- 北越銀行（日语：北越銀行）分水中央分店
- 大河津分水（日语：大河津分水）
  - 大河津分水公園、信濃川大河津資料館
- 松下生活解決方案社新潟工場
- 北越工業（日语：北越工業）
- 公樂園酒店

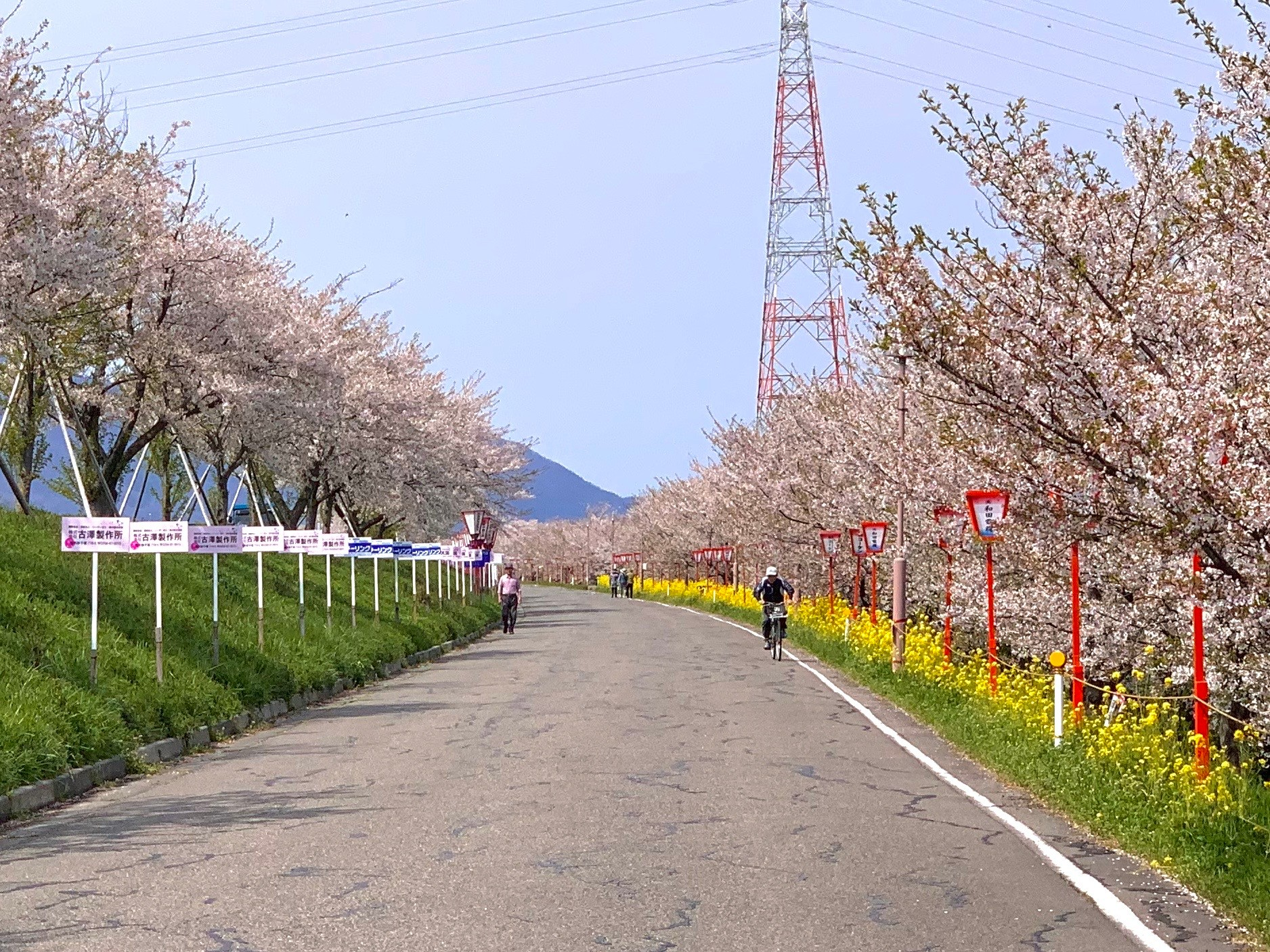
大河津分水的櫻花（2020年4月）。每年都會舉行水花魁道中。

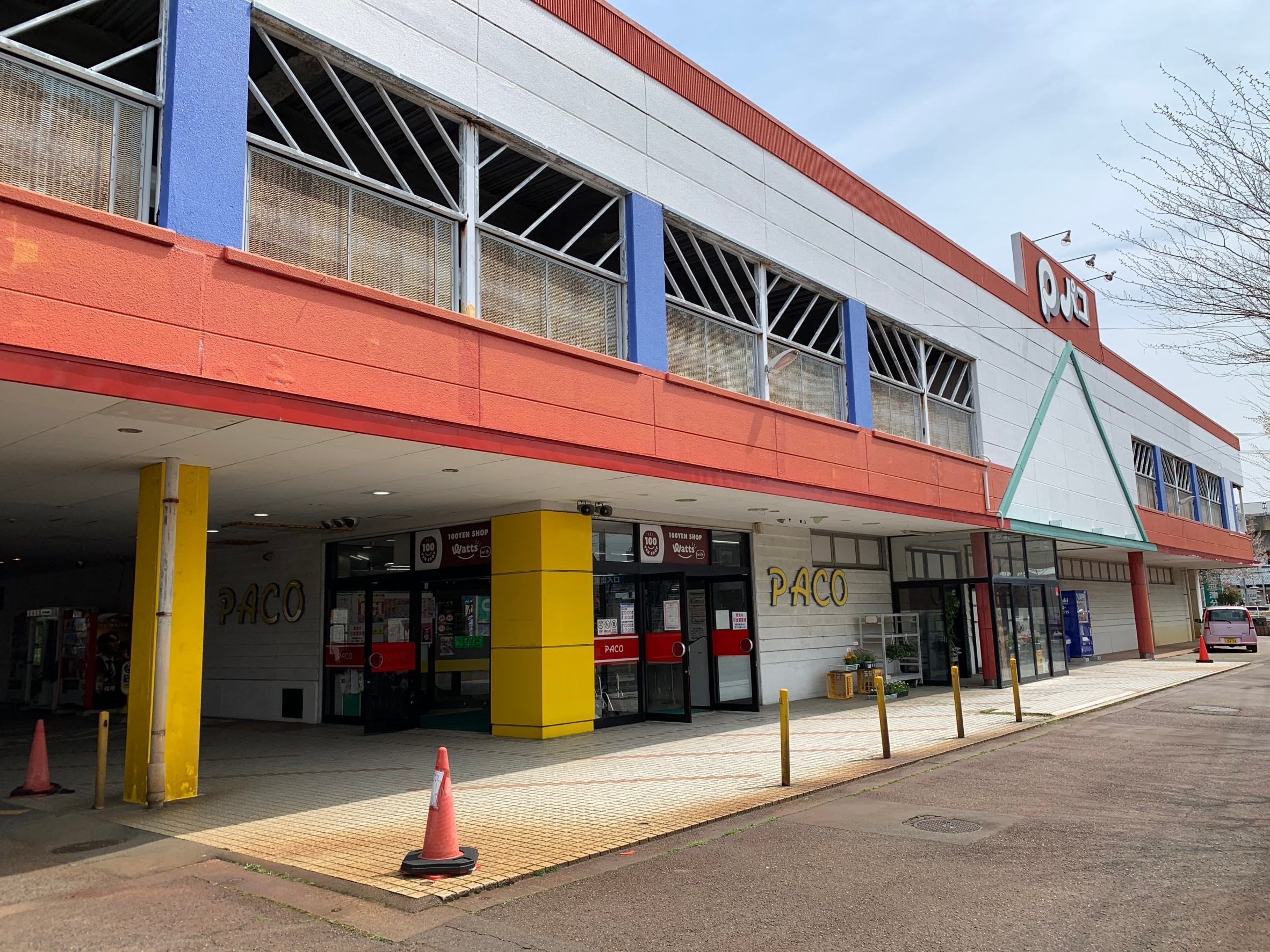
購物中心「分水Paco」

  - 在該處設有古老自動販賣機，販賣多士與杯麵。從此站從國道116號向北步行35分鐘。

## 巴士路線
在站前設有分水站前巴士站，均由越後交通營運。

越後線沿線巴士路線圖。此站設有棕色、紫紅色和青綠色的巴士路線。

- 經興野、中之島 長岡站（立川綜合醫院） [7]
- 經興野、中之島、高見工業團地 長岡站[7]
- 燕站前、東三條站前 [8]
- 寺泊（日语：寺泊町）車廠前 [8]
- 燕市循環巴士（日语：燕市循環バス）（燕號）[9]

## 相鄰車站
東日本旅客鐵道（JR東日本）
■越後線
寺泊－分水－粟生津

## 注腳

### 使用狀況
1. 1 2  . 東日本旅客鉄道.   [2020-07-18]. （原始内容存档于2020-07-14） （日语）.
2. ↑  . 東日本旅客鉄道.   [2019-04-08]. （原始内容存档于2019-04-02） （日语）.
3. ↑  . 東日本旅客鉄道.   [2019-04-08]. （原始内容存档于2019-02-22） （日语）.
4. ↑  . 東日本旅客鉄道.   [2019-04-08]. （原始内容存档于2019-04-02） （日语）.
5. ↑  . 東日本旅客鉄道.   [2019-04-08]. （原始内容存档于2019-03-27） （日语）.
6. ↑  . 東日本旅客鉄道.   [2019-04-08]. （原始内容存档于2019-02-23） （日语）.
7. ↑  . 東日本旅客鉄道.   [2019-04-08]. （原始内容存档于2019-04-02） （日语）.
8. ↑  . 東日本旅客鉄道.   [2019-04-08]. （原始内容存档于2019-04-02） （日语）.
9. ↑  . 東日本旅客鉄道.   [2019-04-08]. （原始内容存档于2019-04-02） （日语）.
10. ↑  . 東日本旅客鉄道.   [2019-04-08]. （原始内容存档于2019-02-22） （日语）.
11. ↑  . 東日本旅客鉄道.   [2019-04-08]. （原始内容存档于2019-04-02） （日语）.
12. ↑  . 東日本旅客鉄道.   [2019-04-08]. （原始内容存档于2019-04-02） （日语）.
13. ↑  . 東日本旅客鉄道.   [2019-04-08]. （原始内容存档于2019-03-27） （日语）.
14. ↑  . 東日本旅客鉄道.   [2019-04-08]. （原始内容存档于2019-04-02） （日语）.
15. ↑  . 東日本旅客鉄道.   [2019-04-08]. （原始内容存档于2017-02-08） （日语）.
16. ↑  . 東日本旅客鉄道.   [2019-04-08]. （原始内容存档于2019-04-02） （日语）.
17. ↑  . 東日本旅客鉄道.   [2019-04-08]. （原始内容存档于2019-03-23） （日语）.
18. ↑  . 東日本旅客鉄道.   [2019-04-08]. （原始内容存档于2019-03-27） （日语）.
19. ↑  . 東日本旅客鉄道.   [2019-04-08]. （原始内容存档于2019-03-25） （日语）.
20. ↑  . 東日本旅客鉄道.   [2019-07-23]. （原始内容存档于2019-07-05） （日语）.

## 外部連結
- 車站資訊（分水）：東日本旅客鐵道（日語）